# I Am... Sasha Fierce – The Bonus Tracks
I Am... Sasha Fierce – The Bonus Tracks – minialbum amerykańskiej piosenkarki rhythm and bluesowej Beyoncé Knowles. Został wydany 23 listopada 2009 roku i dostępny jest tylko w niektórych krajach. Album składa się z bonusowych utworów, podchodzących z I Am... Sasha Fierce.

## Lista utworów[1]
1. „Video Phone” (remiks z Lady GaGą) – 5:04
2. „Why Don't You Love Me” – 3:37
3. „Poison” – 4:04